# Ґутторм Гаральдсон
Ґутторм Гаральдссон (бл. 870, Тронгейм — бл. 900, Ґетеборг) — перший син короля Норвегії Гаральда Прекрасноволосого та Оси, дочки Гокона Грьотгардсона, який був першим ярлом Ладе.

## Життєпис
Його стиснута біографія майже цілком надається Сноррі в його «Колі земному». Там згадується, що він народився в Тронгеймі. Ісландський скальд пише, що Ґутторм Сігурдсон, дядько Гаральда і його права рука, посадив його на коліна батька, охрестив ім'ям і окропив водою, ставши прийомним батьком. Цей ритуал по опису був схожий на християнське хрещення, але це було неможливо, бо християнізація Норвегії почалася тільки через сто років — у 1000-му. Оскільки Сноррі жив в давно християнізованій Ісландії, він, скоріше за все, вигадав цю сцену. Проте хлопчика цілком могли назвати в честь двоюрідного діда, і він міг бути вихованим ним. Так чи інакше, згідно з сагою, Ґутторм провів своє дитинство у Вікені принаймні до смерті свого опікуна приблизно у 882 році.
Під час завоювань в Йоталанді у 870-тих Гаральд відібрав у шведського конунга Еріка Анундсона Вікен і Вермланд. Гаральд бл. 890 дав синові титул конунга Ранріке і доручив йому захищати південно-східну Норвегію від Швеції. Частково це було зроблено, щоб заспокоїти внутрішні чвари між синами і ярлами: не йому одному він надав титул.
Гутторм загинув у морській битві проти конунга Нордмьору, Солве Гунтьольвсона, поблизу гирла річки Гета-Ельв. Солве раніше уникнув полону під час першої битви при Солшелі, під час якої були вбиті його батько і Ноккве з Ромсдаля. Таким чином, Солве вдалося помститись за батька Гунтьольва і відновити честь, оскільки тоді він втік.